# Petit Père Noël
Petit Père Noël est une série de bande dessinée pour jeunes enfants créée en 2000, scénarisée par Lewis Trondheim et dessinée par Thierry Robin, pré-publiée dans Spirou. 

## Synopsis
L'histoire met en scène le Père Noël, entouré de ses Diablotins, de Plumeau le pingouin, de Yéyé le yéti et du Professeur Maturzerod. Une fois qu'ils ont terminé la fabrication des jouets, il faut les distribuer, tout en déjouant les pièges du Docteur Méchant.

## Style
Le dessinateur, Thierry Robin, connu pour ses histoires réalistes, adopte un trait simple et très lisible, à l'occasion de cette série, destinée, donc, par son graphisme, aux jeunes lecteurs. À noter aussi que la série est muette laissant donc place à l'imagination du lecteur.

## Liste des albums
- Bonjour Petit Père Noël[1]
- Joyeux Halloween Petit Père Noël
- Petit Père Noël Contre Le Docteur Méchant
- On A Volé Le Courrier De Petit Père Noël
- Petit Père Noël Et Le Cadeau Perdu
- Elle veut changer Noël
- Une nuit au grand magasin